# Абланица (Благоевградская область)
Абланица (болг. Абланица) — село в Благоевградской области Болгарии. Входит в состав общины Хаджидимово. Находится примерно в 7 км к востоку от центра города Хаджидимово и примерно в 88 км к юго-востоку от центра города Благоевград. По данным переписи населения 2011 года, в селе  проживало 2629 человек.

## Население
| Год     | 1934 | 1946 | 1956 | 1965 | 1975 | 1985 | 1992 | 2001 | 2011 |
| ------- | ---- | ---- | ---- | ---- | ---- | ---- | ---- | ---- | ---- |
| Жителей | 1191 | 1325 | 1450 | 1630 | 1969 | 2365 | 2569 | 2615 | 2629 |

| Национальность  | Человек | Процент |
| --------------- | ------- | ------- |
| болгары         | 1361    | 71,18%  |
| турки           | 408     | 21,34%  |
| другие          | 68      | 3,56%   |
| не определились | 75      | 3,92%   |
| Всего ответов   | 1912    |         |

|  |